# Temelucha mainensis
Temelucha mainensis är en stekelart som beskrevs av Dasch 1979. Temelucha mainensis ingår i släktet Temelucha och familjen brokparasitsteklar. Inga underarter finns listade i Catalogue of Life.